# Allograpta maritima
Allograpta maritima är en tvåvingeart som beskrevs av Mutin 1986. Allograpta maritima ingår i släktet Allograpta och familjen blomflugor. Inga underarter finns listade i Catalogue of Life.